# Richard Antinucci
Richard Antinucci (ur. 26 stycznia 1981 w Rzymie) – amerykański kierowca wyścigowy.

## Kariera
Antinucci rozpoczął karierę w wyścigach samochodowych w 1998 roku, od startów we Włoskiej Formule Ford 1600, w której jednak nie był klasyfikowany. W późniejszych latach startował w Europejskim Pucharze Formuły Renault 2.0, Włoskiej Formule Renault, Brytyjskiej Formule Renault, Brytyjskiej Formule 3, Japońskiej Formule 3, Formule 3 Euro Series, Formule Renault 3.5, A1 Grand Prix, Grand American Rolex Series, Indy Lights, IndyCar oraz w Italian GT Championship. W Formule Renault 3.5 i w Formule 3 Euro Series startował w sezonie 2005. Starty w Formule Renault 3.5 nie przyniosły mu punktów, a Euro Series z dorobkiem trzech punktów uplasował się na 19 miejscu w klasyfikacji generalnej. W sezonie 2006 Formuły 3 Euro Series został sklasyfikowany na piątej pozycji.

## Statystyki
| Sezon     | Seria                                 | Zespół                       | Wyścigi | Zwycięstwa | PP | NO | Podium | Punkty | Pozycja |
| --------- | ------------------------------------- | ---------------------------- | ------- | ---------- | -- | -- | ------ | ------ | ------- |
| 1998      | Włoska Formuła Ford 1600              |                              | 1       | 1          |    |    | 1      | 0      | NS†     |
| 2000      | Europejski Puchar Formuły Renault 2.0 | JD Motorsport                | 9       | 1          |    | 0  | 2      | 108    | 4       |
| 2000      | Włoska Formuła Renault                | Nastro Azzurro Jd Motorsport | 6       | 0          | 1  | 0  | 1      | 42     | 13      |
| 2001      | Europejski Puchar Formuły Renault 2.0 | Manor Motorsport             | 2       | 0          | 0  | 0  | 1      | 40     | 15      |
| 2001      | Brytyjska Formuła Renault             | Manor Motorsport             | 13      | 4          | 4  | 4  | 10     | 337    | 2       |
| 2002      | Brytyjska Formuła 3                   | Manor Motorsport             | 25      | 0          | 0  | 1  | 2      | 89     | 10      |
| 2002      | Formuła 3 Korea Super Prix            | Promatecme                   | 1       | 0          | 0  | 0  | 0      | N/A    | 7       |
| 2002      | Grand Prix Makau                      | Promatecme                   | 1       | 0          | 0  | 0  | 0      | N/A    | NS      |
| 2002      | Masters of Formula 3                  | Manor Motorsport             | 1       | 0          | 0  | 0  | 0      | N/A    | 20      |
| 2003      | Brytyjska Formuła 3                   | Carlin Motorsport            | 24      | 0          | 0  | 2  | 4      | 125,5  | 4       |
| 2003      | Brytyjska Formuła 3                   | Promatecme UK                | 24      | 0          | 0  | 2  | 4      | 125,5  | 4       |
| 2003      | Formuła 3 Korea Super Prix            | Hitech Racing                | 1       | 1          | 0  | 0  | 1      | N/A    | 1       |
| 2003      | Grand Prix Makau                      | Hitech Racing                | 1       | 0          | 0  | 0  | 0      | N/A    | NS      |
| 2003      | Masters of Formula 3                  | Carlin Motorsport            | 1       | 0          | 0  | 0  | 0      | N/A    | 32      |
| 2004      | Japońska Formuła 3                    | Tom’s                        | 18      | 1          | 0  | 1  | 8      | 161    | 4       |
| 2004      | Bahrain F3 Superprix                  | Tom’s                        | 1       | 0          | 0  | 0  | 0      | N/A    | 21      |
| 2004      | Grand Prix Makau                      | Tom’s                        | 1       | 0          | 0  | 0  | 0      | N/A    | 9       |
| 2005      | Formuła Renault 3.5                   | Victory Engineering          | 2       | 0          | 0  | 0  | 0      | 0      | 36      |
| 2005      | Formuła 3 Euroseries                  | Team Midland Euroseries      | 8       | 0          | 0  | 0  | 1      | 3      | 19      |
| 2005/2006 | A1 Grand Prix                         | Team Italy                   | 0       | 0          | 0  | 0  | 0      | 0      | NS      |
| 2006      | Formuła 3 Euroseries                  | HBR Motorsport               | 19      | 2          | 0  | 0  | 5      | 38     | 5       |
| 2006      | Grand Prix Makau                      | ASM                          | 1       | 0          | 0  | 0  | 1      | N/A    | 2       |
| 2006      | Masters of Formula 3                  | HBR Motorsport               | 1       | 0          | 0  | 0  | 0      | N/A    | 12      |
| 2007      | Indy Lights                           | Cheever Racing               | 9       | 2          | 1  | 2  | 3      | 273    | 15      |
| 2007      | Grand American Rolex Series - DP      | Cheever Racing               | 1       | 0          | 0  |    | 0      | 18     | 68      |
| 2008      | Firestone Indy Lights                 | Sam Schmidt Motorsport       | 16      | 2          | 0  | 0  | 8      | 478    | 2       |
| 2008      | Grand American Rolex Series - DP      | Doran Racing                 | 1       | 0          | 0  | 0  | 0      | 12     | 61      |
| 2009      | IndyCar                               | CURB / Agajanian / Team 3G   | 5       | 0          | 0  | 0  | 0      | 63     | 27      |
| 2010      | Italian GT Championship - GT3         | Audi Sport Italia            | 6       | 0          | 0  | 0  | 3      | 47     | 13      |

† – Antinucci nie był zaliczany do klasyfikacji.

## Wyniki w Formule Renault 3.5
| Legenda oznaczeń w tabelach wyników Wyświetl szablon na nowej stronie | Legenda oznaczeń w tabelach wyników Wyświetl szablon na nowej stronie                                                                     |
| Oznaczenie                                                            | Wyjaśnienie |
| --------------------------------------------------------------------- | --- |
| Złoty                                                                 | Zwycięzca lub mistrzostwo |
| Srebrny                                                               | 2. miejsce lub wicemistrzostwo |
| Brązowy                                                               | 3. miejsce lub II wicemistrzostwo |
| Zielony                                                               | Ukończył, punktował (w klasyfikacji generalnej, gdy zdobył co najmniej jeden punkt na przestrzeni sezonu, poza trzema powyższymi opcjami) |
| Niebieski                                                             | Ukończył, nie punktował (w klasyfikacji generalnej, gdy nie zdobył co najmniej jednego punktu na przestrzeni sezonu)                      |
| Czerwony                                                              | Nie zakwalifikował się (NZ) |
| Czerwony                                                              | Nie prekwalifikował się (NPK) |
| Różowy                                                                | Nie ukończył (NU) |
| Różowy                                                                | Niesklasyfikowany (NS) (w klasyfikacji generalnej, gdy nie został sklasyfikowany w żadnym wyścigu sezonu)                                 |
| Czarny                                                                | Zdyskwalifikowany (DK) |
| Czarny                                                                | Wykluczony (WYK/EX) |
| Biały                                                                 | Nie wystartował (NW) |
| Biały                                                                 | Kontuzjowany (K/INJ) |
| Biały                                                                 | Wyścig odwołany (OD/C) |
| Bez koloru                                                            | Został wycofany (WYC/WD) |
| Bez koloru                                                            | Nie przybył (NP/DNA) |
| Bez koloru                                                            | Nie brał udziału w treningach (NT/DNP) |
| Bez koloru                                                            | Nie został zgłoszony (–) |
| Pogrubienie                                                           | Start z pole position |
| Kursywa                                                               | Najszybsze okrążenie wyścigu |
| †                                                                     | Nie ukończył, ale jego rezultat został zaliczony ze względu na przejechanie więcej niż 90% dystansu wyścigu.                              |
| *                                                                     | Sezon w trakcie |
| 1/2/3                                                                 | Punktowana pozycja w sprincie kwalifikacyjnym                                                                                             |
| Lista systemów punktacji Formuły 1                                    | |

| Rok  | Zespół              | Wyniki w poszczególnych eliminacjach | Wyniki w poszczególnych eliminacjach | Wyniki w poszczególnych eliminacjach | Wyniki w poszczególnych eliminacjach | Wyniki w poszczególnych eliminacjach | Wyniki w poszczególnych eliminacjach | Wyniki w poszczególnych eliminacjach | Wyniki w poszczególnych eliminacjach | Wyniki w poszczególnych eliminacjach | Wyniki w poszczególnych eliminacjach | Wyniki w poszczególnych eliminacjach | Wyniki w poszczególnych eliminacjach | Wyniki w poszczególnych eliminacjach | Wyniki w poszczególnych eliminacjach | Wyniki w poszczególnych eliminacjach | Wyniki w poszczególnych eliminacjach | Wyniki w poszczególnych eliminacjach | Punkty | Pozycja |
| ---- | ------------------- | ------------------------------------ | ------------------------------------ | ------------------------------------ | ------------------------------------ | ------------------------------------ | ------------------------------------ | ------------------------------------ | ------------------------------------ | ------------------------------------ | ------------------------------------ | ------------------------------------ | ------------------------------------ | ------------------------------------ | ------------------------------------ | ------------------------------------ | ------------------------------------ | ------------------------------------ | ------ | ------- |
| 2005 | Victory Engineering | BEL                                  | BEL                                  | MON                                  | VAL                                  | VAL                                  | FRA                                  | FRA                                  | BIL                                  | BIL                                  | DEU                                  | DEU                                  | GBR                                  | GBR                                  | PRT                                  | PRT                                  | ITA                                  | ITA                                  | 0      | 36      |
| 2005 | Victory Engineering | -                                    | -                                    | -                                    | -                                    | -                                    | -                                    | -                                    | -                                    | -                                    | -                                    | -                                    | -                                    | -                                    | -                                    | -                                    | 16                                   | 17                                   | 0      | 36      |